# Canterburyi Szent Ödön
Canterburyi Szent Ödön vagy Canterburyi Szent Edmund, születési nevén Abingdoni Ödön (angolul: Edmund of Abingdon, latinul: Edmundus Abindoniensis), (Abingdon-on-Thames, 1174. november 20. – Soisy-Bouy, 1240. november 16.) szentként tisztelt középkori angol egyházférfi, Canterbury érseke.

## Élete
Angliában született. Édesapja  kereskedő volt. Istenfélő anyja gyermekeit szavaival és tetteivel buzdította a keresztény életre. Ödönről feljegyezték, hogy jámbor szülőinek gyermekkorában mindenben engedelmeskedett. Tanulmányait Oxfordon és Párizsban végezte. Édesanyja halálát közeledni érezte Ödönt a párizsi iskolákból hazahívatta, megáldotta és  kérte, viselje ő ezután gondját fiatalabb testvéreinek. Ödön édesanyja halála után két szép húga kolostorba vonult, és később mindketten priornéként haltak meg. Ödön tanulmányait folytatni, ismét visszament Párizsba. Tanulás közben soha sem feledkezett meg Istenről. Szívének tisztaságát legnagyobb kincse gyanánt őrizte. Misét mindennap hallgatott, péntekeken csak kenyeret evett és vizet ivott. Gyakran könyveit is eladta, hogy szegény tanulótársain segíthessen. Iskoláit jó eredménnyel fejezte be, a hittudományból tanári koszorút kapott, majd pappá szentelték és Párizsban a Szentírások értelmezésének tanításával bízták meg. Kegyességének példájaként tartották számon, hogy valahányszor a szent könyveket kezeibe vette, megcsókolta azokat. Tanítványiból több később jelentős tudós és szentként tisztelt személy lett.
Ödön később visszatért Angliába, és 1219-től 1226-ig filozófiát tanított Oxfordban, egyben papi prédikációkat is tartott. Szentbeszédei állítólag annyira hatottak az emberekre, hogy sok hírhedten gonosz személy megváltoztatta az életét. Ödön jövedelmét a szegények segítésére adta. 1234-ben Canterburyi érsekévé, Anglia legmagasabb egyházi méltóságának viselőjévé választották. Ödön apostoli buzgalommal kezdte egyházmegyéjének ügyeit elrendezni. Szerette ugyan a békességet; de nem akarta a visszaéléseket sem elnézni. III. Henrik angol királlyal gyűlt meg a baja, mivel azonban a király nem engedett az érseknek, Ödön titokban Franciaországba ment Szent Lajos udvarába. A király barátságosan fogadta, de Ödön nem maradt az udvarban, hanem csendes magányba vonult vissza először a pontignyi, majd a soisyi kolostorba. Végül veszélyes betegségbe esett, és amikor a szentséget hozták hozzá, így szól: „Te benned hittem, Uram, téged hirdettelek, szent igédet predikálottam. Te vagy tanúbizonyságom, hogy kívüled mitsem kívántam a földön, és te látod, hogy szívem egyedül csak szent akaratod teljesítését óhajtja.” 1240. november 16-án hunyt el.